# Mariano José de Larra
Mariano José de Larra y Sánchez de Castro (Madrid 1809 – Madrid 1870) – nhà thơ, nhà văn Tây Ban Nha, một trong những nhà thơ trữ tình lớn nhất Tây Ban Nha thế kỷ XIX. Chủ đề chủ yếu trong các tác phẩm của ông là châm biếm và chỉ trích xã hội Tây Ban Nha hồi thế kỉ 19, và tập trung vào thể chế chính trị và những nề nếp lối sống đương thời.